# Filosofía en México

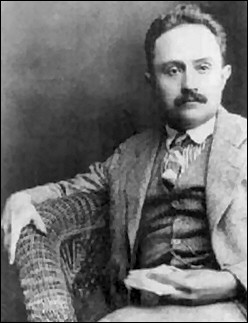
José Vasconcelos

Se denomina filosofía en México al grupo de ideas y conceptos filosóficos desarrollados por mexicanos o en territorio mexicano. Describe una serie de tradiciones y secuelas de pensamiento que han tenido diversos objetos de estudio a lo largo de la historia. 
Generalmente sus etapas se subdividen en relación con la historia de México y las instituciones del Estado mexicano, de la siguiente forma: pensamiento precolombino, pensamiento colonial, pensamiento del siglo XIX, Periodo de la filosofía (a partir de que la filosofía llega a las Universidades como disciplina de estudio profesional). Dentro de la filosofía en México existe un grupo de obras consideradas específicamente como filosofía mexicana, aquella que tomó por objeto de estudio la realidad social y política mexicana. Es dentro de este grupo donde aparecen muchos de los grandes filósofos mexicanos como son Leopoldo Zea, Luis Villoro, Octavio Paz, Emilio Uranga, Samuel Ramos y José Vasconcelos.

## Filosofía precolombina y de los pueblos originarios
Existen diversas discusiones acerca de si debe considerarse el pensamiento prehispánico como filosofía en tanto que estas culturas no tuvieron relación con la tradición griega que denominamos filosofía. Diversos autores como Miguel León Portilla y Enrique Dussel han defendido que el pensamiento de ese periodo sea considerado como tal y han propuesto diversas antologías y estudios al respecto. Además de la filosofía nahua, el pensamiento maya, rarámuri, tsotsil y tojolabal en la actualidad han recibido importantes estudios.

## Filosofía novohispana (1521-1810)

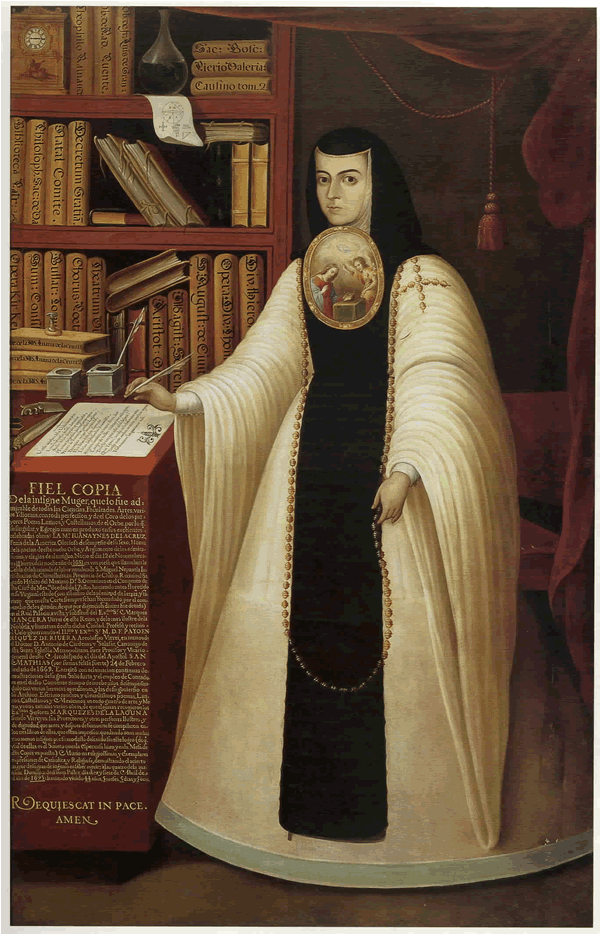
Sor Juana Inés de la Cruz

Durante la época virreinal el rumbo del pensamiento y las ideas en México estuvo fuertemente impactado por España, potencia hegemónica que difundió la filosofía y literatura grecolatinas en América: de Aristóteles a Miguel de Cervantes, la escolástica y el derecho. De igual forma el cristianismo, el humanismo, la ilustración, entre otras corrientes llegan a la Nueva España.
La filosofía en México nace en la época virreinal con la Real y Pontificia Universidad de México fundada el 25 de enero de 1553. Dentro de la Universidad, la Facultad de Artes se instauró como centro fundamental para el estudio de las artes y la teología. El 13 de junio de 1553 se matricularon los primeros alumnos en la carrera de filosofía. Las clases dieron inicio el 3 de julio del mismo año, con la oración latina pronunciada por el gran humanista Francisco Cervantes de Salazar. La enseñanza filosófica estuvo basada en la escolástica; los Doctrinales de Prisciano; los Summulae Logicales de Pedro Hispano; y en los conceptos aristotélicos. Uno de los primeros profesores fue Fray Alonso de la Vera Cruz quien impartió clases sobre teología abordando diversos temas morales, abstractos y mostró un profundo interés por los temas filosóficos, la lógica, la ética y la filosofía social.
En el siglo XVI es fundamental la relevancia que tiene México, en ese entonces Nueva España, en las famosas controversias de Valladolid entre Ginés de Sepúlveda y Bartolomé de las Casas.
En el siglo XVII destacan las obras científicas de Carlos de Sigüenza y Góngora, así como el pensamiento crítico de Sor Juana Inés de la Cruz.
En el siglo XVIII destacan pensadores, muchos de ellos de influencia jesuita, como Francisco Javier Alegre, Francisco Javier Clavijero, Benito Díaz de Gamarra. Este último escribió la obra Elementos de filosofía moderna.

## Filosofía en México en elsigloXIX

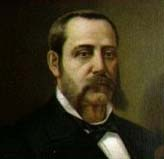
Gabino Barreda

Durante el siglo XIX los filósofos mexicanos estuvieron de la mano de las luchas políticas dentro y fuera del país. Procesos como la independencia, el triunfo liberal y el régimen porfirista determinaron el rumbo de la filosofía en México. Las ideas filosóficas en el proceso independentista estuvieron plasmadas en caudillos como José María Morelos, Miguel Hidalgo y Costilla, así como otros pensadores como Fray Servando Teresa de Mier.
En los primeros años del México independiente, las ideas estuvieron representadas por personajes como José María Luis Mora y Lucas Alamán, especialmente se alimentó el debate entre el tipo de proyecto de nación (centralista o federalista) que se quería desarrollar. 
Conforme avanzó el siglo XIX se incorporan al pensamiento mexicano Ignacio Ramirez, Lorenzo de Zavala, entre otros.
En las últimas décadas del siglo XIX el positivismo se consolida como la filosofía principal con Gabino Barreda y Justo Sierra, quien fueron fundadores de instituciones educativas.

## Filosofía en México en elsigloXX

### Primera mitad
Pioneramente el Ateneo de la Juventud había dado importantes pasos para promover la difusión y el estudio de las humanidades y la filosofía a inicios de siglo. La reflexión filosófica también se llevó a cabo en otros sectores, algunos de militancia política como los integrantes del partido comunista mexicano y el anarquismo representado por los hermanos Flores Magón.
La filosofía se vuelve profesional en México después la Revolución Mexicana y cuando las instituciones se vuelven estables. Es en la etapa posrevolucionaria que se funda el grupo "Hiperion". Y se incorporan nuevas visiones filosóficas en las instituciones educativas media superior y superior.

### Profesionalización

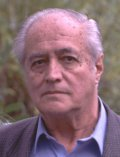
Luis Villoro, filósofo hispano-mexicano

En el siglo XX además de la creación de las cátedras de filosofía en la Escuela Nacional Preparatoria y en la Escuela Nacional de Altos Estudios, la Facultad de Filosofía y Letras de la UNAM abrió la licenciatura en filosofía, a la que se han sumado apertura de cursos profesionales en todos los estados de la República Mexicana.
A lo largo del siglo XX la filosofía mexicana se nutrió a partir de los numerosos exilios de pensadores latinoamericanos y españoles, que se refugiaron en México y se integraron a las filas de la academia mexicana. Algunos de los pensadores exiliados que han desarrollado su trabajo filosófico en México son José Gaos, Adolfo Sánchez Vázquez, María Zambrano, Enrique Dussel, Horacio Cerutti, Eduardo Nicol, entre otros.  

#### La filosofía y el levantamiento del EZLN en 1994
En 1994 el levantamiento del EZLN provocó importantes reflexiones acerca del fundamento del Estado mexicano y la autonomía de los pueblos indígenas. Destacan en este tema las reflexiones de Luis Villoro Toranzo.

#### Características de la filosofía en México delsigloXX
- Consolidación de la filosofía profesional e institucionalizada.
- Problematización sobre "lo mexicano".
- Énfasis en el carácter educativo de la filosofía.
- Discusión sobre el sentido de la nación mexicana y la autonomía de los pueblos indígenas.

#### Controversias
- Controversia Caso - Lombardo Toledano
- Eduardo Nicol - José Gaos

## Filosofía en México en elsigloXXI

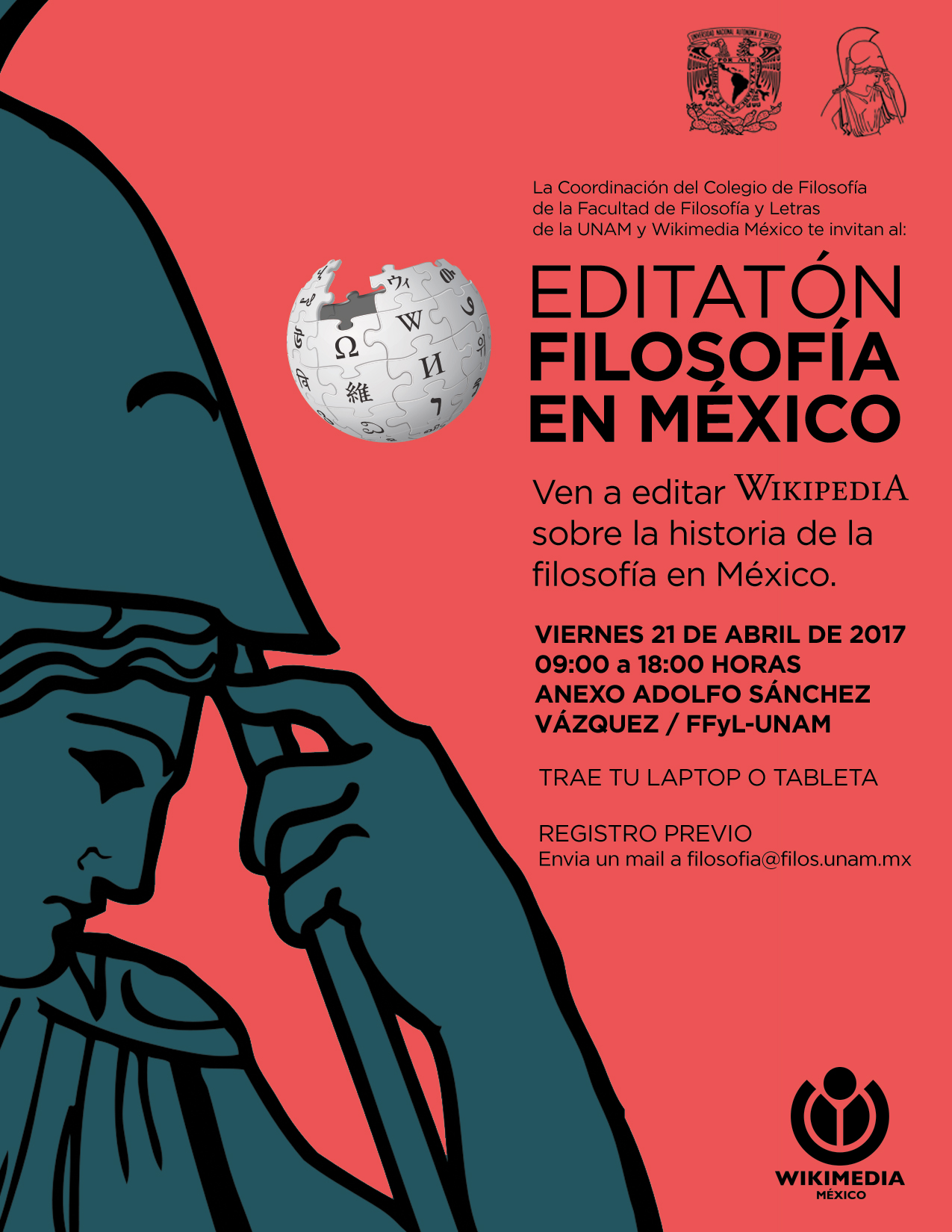
humanidades digitales

Al entrar al siglo XXI y desde la llegada a la presidencia de Vicente Fox Quesada, junto con un proyecto educativo basado en competencias, se ha discutido si la filosofía debe seguir en las aulas. Los filósofos mexicanos han respondido defendiendo la pertinencia de la filosofía en las aulas de la educación media superior. La bioética y las humanidades digitales son algunos de los temas que han caracterizado las discusiones de lo que va de este siglo. Archivado el 29 de abril de 2017 en Wayback Machine.

#### Instituciones actuales
En la actualidad numerosas universidades públicas o privadas ofrecen licenciaturas y posgrados en filosofía. Se cuenta además con institutos especializados en filosofía como el Instituto de Investigaciones Filosóficas de la UNAM y el Instituto de investigaciones Filosóficas "Luis Villoro" de la Universidad Michoacana. Existen además numerosas asociaciones de profesionales de la filosofía como la Asociación Filosófica de México.